# Fortschritt

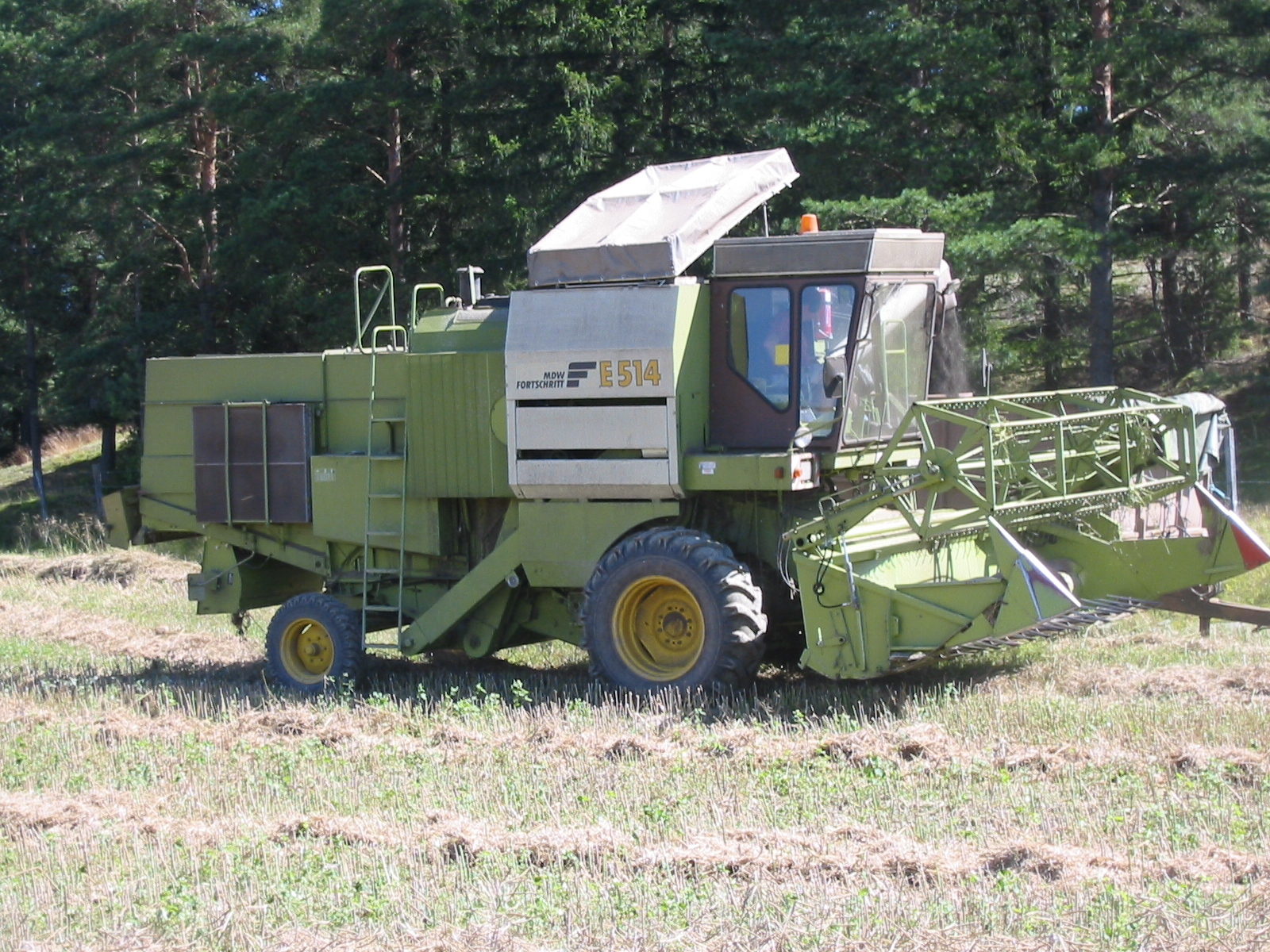
Fortschritt E514

Fortschritt, Framsteg, östtyskt skördetröskemärke, tillverkat av VEB Fortschritt i Neustadt in Sachsen, Sachsen